# Marisa Laurito
Marisa Laurito (Nápoles, 19 de abril de 1951) es una actriz, artista de cabaré y presentadora de televisión italiana.

## Biografía
Siendo muy joven se unió a la compañía de teatro de Eduardo De Filippo, debutando en la escena en 1969 con la comedia Le bugie con le gambe lunghe. Posteriormente, se unió a la compañía "I Cabarinieri", inaugurando en 1972 el Teatro Sancarluccio de Nápoles. En 1976 se produjo su debut cinematográfico con un pequeño papel en la película Perdidamente tuyo, dirigida por Vittorio Sindoni. En la década siguiente, adquirió mucha popularidad trabajando junto a Renzo Arbore en el programa de televisión Quelli della notte (1985) y a Raffaella Carrà en Buonasera Raffaella (1985-86). En 1989 participó en el Festival de San Remo con la canción Il babà è una cosa seria.
Ha actuado en una veintena de películas y en varias series de televisión y telefilmes, especialmente entre los años setenta y ochenta. A partir de los años noventa, se ha dedicado principalmente a la televisión, presentando y participando en numerosos programas. Es autora de muchos libros de cocina. Actualmente desarrolla la actividad de directora artística del Teatro Trianon Viviani de Nápoles.
En 2001 se casó con el exfutbolista Franco Cordova, pero su matrimonio duró sólo tres meses. Su pareja es el empresario Pietro Perdini.

## Filmografía

### Cine
- Perdidamente tuyo (Perdutamente tuo... mi firmo Macaluso Carmelo fu Giuseppe), de Vittorio Sindoni (1976)
- Libertad a la italiana (L'Italia s'è rotta), de Steno (1976)
- Ride bene... chi ride ultimo, de Walter Chiari episodio Prete per forza (1977)
- El abogado de paja (La mazzetta), de Sergio Corbucci (1978)
- Reprimidos y cachondos (Ridendo e scherzando), de Marco Aleandri (1978)
- Par-impar  (Pari e dispari), de Sergio Corbucci (1978)
- I guappi non si toccano, de Mario Bianchi (1979)
- Genarino, hombre objeto femenino (Gegè Bellavita), de Pasquale Festa Campanile (1979)
- Café Express, de Nanni Loy (1980)
- La pagella, de Ninì Grassia (1980)
- Pronto... Lucia, de Ciro Ippolito (1982)
- A tu per tu, de Sergio Corbucci (1984)
- Mi faccia causa, de Steno (1984)
- Uccelli d'Italia, de Ciro Ippolito (1985)
- Il mistero di Bellavista, de Luciano De Crescenzo (1985)
- El teniente de los carabineros (Il tenente dei carabinieri), de Maurizio Ponzi (1986)
- Non tutto rosa, de Amanzio Todini (1987)
- Terra nova, de Calogero Salvo (1991)
- Senza la parola fine, de Vanni Vallino (2003)
- W gli sposi, de Valerio Zanoli (2019)
- I fratelli De Filippo, de Sergio Rubini (2021)
- L'ora solare (2024) - cortometraje

### Televisión
- Seguirà una brillantissima farsa..., directores varios (1974)
- Li nepute de lu sinneco, de Eduardo De Filippo (1975)
- Na santarella, de Eduardo De Filippo (1975)
- Uomo e galantuomo, de Eduardo De Filippo (1975)
- De Pretore Vincenzo, de Eduardo De Filippo (1976)
- Gli esami non finiscono mai, de Eduardo De Filippo (1976)
- Natale in casa Cupiello, de Eduardo De Filippo (1977)
- Ligabue, de Salvatore Nocita – serie de televisión (1977)
- La Medea di Porta Medina, de Piero Schivazappa – miniserie (1981)
- Investigatori d'Italia – serie de televisión (1987)
- Nontuttorosa, de Amanzio Todini – telefilme (1987)
- Dio vede e provvede – serie de televisión (1997)
- Baciati dall'amore, de Claudio Norza – miniserie (2011)
- S.P.S. Sorelle per Scelta, de Manuela Metri – serie de televisión (2020)
- Mina Settembre – serie de televisión (2022)
- Studio Battaglia, de Simone Spada – serie de televisión (2024)

## Programas de televisión
- Giochiamo al varieté (Rete 1, 1980)
- Quelli della notte (Rai 2, 1985)
- Buonasera Raffaella (Rai 1, 1985-1986)
- Marisa la nuit (Rai 1, 1987)
- Fantastico 8 (Rai 1, 1987-1988)
- Domenica in (Rai 1, 1988-1989)
- Fantastico 90 (Rai 1, 1990-1991)
- Un tesoro di Capodanno (Rai 1, Rai 2, Rai 3, 1990-1991)
- Serata d'onore (Rai 2, 1992)
- Novecento Napoletano (Rai 2, 1992)
- Paperissima - Errori in TV (Canale 5, 1992-1993)
- Donne dell'altro mondo (Canale 5, 1993)
- Pomeriggio in famiglia (Rai 2, 1993-1994)
- Caro bebè (Rai 1, 1995)
- Pomeriggio di festa (Canale 5, 1995)
- Le stelle del Mediterraneo (Rai 2, 1996)
- Napoli prima e dopo (Rai 1, 1997-2000)
- Piazza la domanda (Rai 1, 2001)
- Casa Laurito (Stream TV, 2001)
- Speciale per me, ovvero meno siamo meglio stiamo (Rai 1, 2005)
- Pasta, Love & Fantasia (Alice, 2010)
- Cucina/ Storie/ Casa/ Viaggi/ Hobby/ Trucco e bellezza/ Salute (Vero Capri, 2012-2013)
- I fatti vostri (Rai 2, 2013-2014) – copresentadora
- Ballando con le stelle (Rai 1, 2014) – concursante
- Zecchino d'Oro (Rai 1, 2014)
- Serata d'onore - Enrico Caruso (Rai 1, 2021)
- Serata d'onore - Sergio Bruni (Rai 1, 2022)
- Alessandro Borghese - Celebrity Chef (TV8, 2022, 2024) – concursante en 2022, jueza desde 2024
- Quelle brave ragazze (Sky Uno, 2023)

## Discografía
- 1989 – Il babà è una cosa seria (S. Palomba – E. Alfieri)/Io songo'a star 45 RPM – Fonit Cetra – SP 1876

## Premios y distinciones
Nastro d'argento
| Año  | Categoría    | Película                       | Resultado |
| ---- | ------------ | ------------------------------ | --------- |
| 1986 | Mejor actriz | El teniente de los carabineros | Candidata |

Globo d'oro
| Año  | Categoría    | Película   | Resultado |
| ---- | ------------ | ---------- | --------- |
| 1992 | Mejor actriz | Terra nova | Ganadora  |

Festival de Bogotá
| Año  | Categoría    | Película   | Resultado |
| ---- | ------------ | ---------- | --------- |
| 1991 | Mejor actriz | Terra nova | Ganadora  |